# Шрамовка
Шра́мовка — село в Россошанском районе Воронежской области.
Административный центр Шрамовского сельского поселения.

## География
Село находится на расстоянии 32 км к югу от города Россошь, административного центра района.

### Часовой пояс
Село Шрамовка, как и вся Воронежская область, находится в часовой зоне МСК (московское время). Смещение применяемого времени относительно UTC составляет +3:00.

## Население
| 2010 |
| ---- |
| 416  |

## Улицы
| - ул. Лесная, - ул. Нагорная, - ул. Октябрьская, - ул. Первомайская, | - ул. Пролетарская, - ул. Садовая, - ул. Советская. |

## Инфраструктура
- Шрамовская основная общеобразовательная школа, улица Первомайская, д. 1[3]
- Сельское отделение почтовой связи, улица Советская, д. 5